# Бродвейская мелодия 1938 года
«Бродвейская мелодия 1938 года» (англ. Broadway Melody of 1938) — американский чёрно-белый музыкальный фильм, снятый режиссёром Роем Дель Рутом на студии MGM, главные роли в котором исполнили Роберт Тейлор и Элинор Пауэлл. Наиболее известные среди других актёров — Софи Такер, Джуди Гарленд, Бадди Эбсен, Джордж Мёрфи и Бинни Барнс. Фильм вышел в прокат 20 августа 1937 года.

## Сюжет
Миллионер Герман Уиппл (Реймонд Уолберн) финансирует бродвейскую постановку молодого режиссёра Стива Роли (Роберт Тейлор). Тот с энтузиазмом принимается за дело. Тем временем девушка по имени Салли Ли (Элинор Пауэлл) тайком пробирается в поезд до Нью-Йорка, чтобы ухаживать за своей любимой скаковой лошадью по кличке Старгейзер, ранее принадлежавшей её семье, но проданной жене Уиппла Каролин (Бинни Барнс) из-за нужды. Стив случайно обнаруживает Салли в поезде и поражается тому, как она хорошо танцует. Он решает отдать ей главную роль в своём шоу. Приехав в Нью-Йорк, она поселяется в пансионе, принадлежащем пожилой женщине Элис Клейтон (Софи Такер), которая пытается пробиться к Роли, чтобы продемонстрировать ему вокальные способности своей дочки Бетти (Джуди Гарленд).

Между Стивом и Салли постепенно завязываются романтические отношения, но они договариваются повременить с ними до премьеры и приступают к репетициям. Тем временем Каролин Уиппл решает продать Старгейзера, поскольку он получил серьёзную травму. На аукционе Салли не выдерживает и покупает его за 1750 долларов, несмотря на то, что не обладает такими деньгами. Чтобы помочь ей, Стив занимает недостающую сумму у Уиппла, но боится, что она не примет от него денег и просит их общего друга Сонни (Джордж Мёрфи) передать их якобы от своего имени. Салли выкупает лошадь и начинает её выхаживать, при этом из-за отсутствия денег ещё один её друг Питер (Бадди Эбсен), работающий на Каролин, вынужден воровать зерно из её конюшни.

Вскоре Каролин заставляет своего мужа потребовать от Стива заменить Салли на знаменитую актрису. Тот демонстративно отказывается и Уипплы не только отказываются от дальнейшего финансирования шоу, но и напоминают ему о крупном долге, который он должен вернуть в срок. Салли решает покинуть проект, посчитав себя бесталанной, и посвящает всё своё время подготовке лошади к предстоящим скачкам. Стив начинает обивать пороги богатых людей, но все отказываются финансировать его постановку. В итоге судьба всех друзей, влезших в долги и лишившихся всего, кроме лошади, должна решиться на предстоящих скачках с призом в 25 тысяч долларов. Дело осложняется тем, что Каролин Уиппл вновь строит козни, выставляя на старт ещё одну свою лошадь по кличке Дюбонне, которую все эксперты признают главным фаворитом забега.

И вот наступает день скачек. Старгейзер стартует очень плохо, уткнувшись в первое же препятствие, а затем и вовсе побежав в другую сторону, игнорируя наездника. И тут ещё один из членов компании Джордж Папалупас (Билли Гилберт) вспоминает, что на тренировках лошадь всегда показывала наилучшие результаты, когда слышала знаменитую арию «Largo al factotum» в исполнении его племянника Никки (Игорь Горин). Джордж подтаскивает Никки к микрофону и заставляет петь. Старгейзер совершает рывок и на полкорпуса опережает Дюбонне.

Завершается фильм четырнадцатиминутной постановкой, в которой приняли участие все главные герои. Танцевальные номера исполнили Салли, Сонни, Бетти и Питер, вокальный — Элис Клейтон и Никки. Всё венчается четырёхминутным сольным танцем Салли. В финальной сцене на переднем плане стоят Сонни, Элис, Никки, Салли, Старгейзер, Стив, Бетти и Питер, на заднем — несколько десятков актёров массовки, звучит хор, и фильм завершается.

## История создания
В 1929 году на MGM был снят фильм «Бродвейская мелодия», выигравший премию «Оскар» и собравший в прокате около трёх миллионов долларов при бюджете всего в 379 тысяч. Популярность фильма привела к тому, что студия решила выпустить ещё несколько подобных картин. В 1935 году на MGM был снят фильм «Бродвейская мелодия 1936 года», в котором Элинор Пауэлл играла мечтающую попасть на Бродвей танцовщицу, а Роберт Тейлор — молодого режиссёра-постановщика. Музыка для той картины была написана Насио Гербом Брауном, тексты — Артуром Фридом. Те же самые люди и были выбраны для работы над третьим фильмом серии — «Бродвейская мелодия 1938 года» (хотя существует версия, что на роль, доставшуюся в итоге Роберту Тейлору, первоначально претендовал Аллан Джонс). Первоначально планировалось, что примут участие также и другие актёры, снимавшиеся в предыдущем фильме (Уна Меркель, Сид Сильверс и Фрэнсис Лэнгфорд), но в конечном итоге от этой идеи отказались. Зато согласилась сниматься легендарная бродвейская звезда Софи Такер. Остальные актёры, в том числе пятнадцатилетняя Джуди Гарленд, были подобраны из числа штатных артистов MGM, за исключением Бинни Барнс, имевшей контракт с «Universal» и специально ангажированной ради этого фильма. Для вокального дубляжа Элинор Пауэлл вновь была выбрана Марджори Лейн. Фильм создавался с конца февраля до 20 июля 1937 г.

Интересно, что для съёмок финального шоу сцена была украшена плакатами с именами реальных бродвейских звёзд 1910—1920 гг. Поэтому во время номера Такер на заднем плане висят плакаты не с именем её героини Элис Клейтон, а с её настоящим сценическим именем «Софи Такер». Кроме того, на одном из плакатов присутствует надпись «Broadway Melody 1937» — рабочее название фильма.

## В ролях
| - Роберт Тейлор — Стив Роли - Элинор Пауэлл — Салли Ли - Софи Такер — Элис Клейтон - Джуди Гарленд — Бетти Клейтон - Бадди Эбсен — Питер Трот - Джордж Мерфи — Сонни Ледфорд - Билли Гилберт — Джордж Папалупас - Игорь Горин — Никки Папалупас | - Реймонд Уолберн — Герман Уиппл - Бинни Барнс — Каролин Уиппл - Чарли Грейпвин — Джеймс К. Блейкли - Роберт Бенчли — Даффи - Барнетт Паркер — Джерри Джейсон - Роберт Джон Уайлдхэк — «Посвятивший себя чиханию» - Вилли Ховард — Официант |

## Музыка
В фильме прозвучали следующие композиции (музыка — Насио Герб Браун, слова — Артур Фрид, если не указано иное):

«Broadway Melody» (1929) — исполняется хором в начальных титрах, реприза звучит в финальной сцене фильма.

«You Are My Lucky Star» (1935) — в начальных титрах исполняется оркестром, в концовке одну строчку из песни поёт Игорь Горин.

«Yours and Mine» (1937) — в начальных титрах небольшой фрагмент поёт Джуди Гарленд, во время сцены в поезде песню исполняет Марджори Лейн (дублируя Элинор Пауэлл), во время финального шоу под её оркестровку проходят танцы Пауэлл с Мёрфи и Гарленд с Эбсеном.

«The Toreador Song» из оперы «Кармен» (1875, музыка — Жорж Бизе, либретто — Анри Мельяк, Людовик Галеви) — поёт Игорь Горин в сцене, открывающей фильм.

«Follow in My Footsteps» (1937) — поют Джордж Мёрфи, Бадди Эбсен и Марджори Лейн (дублируя Элинор Пауэлл), звучит во время сцены танца в поезде. В композиции также присутствуют отрывки из народной песни «The Old Gray Mare» и знаменитой рождественской «Jingle Bells» (зарегистрирована в 1858 году, автор — Джеймс Лорд Пьерпонт).

«Everybody Sing» (1937) — поёт Джуди Гарленд, по несколько строк пропевают Софи Такер, Барнетт Паркер, Делос Джукс и хор, звучит во время сцены визита Элис Клейтон с дочерью в офис Стива Роли. В середине использованы отрывки из народного детского стишка «Sing a Song of Sixpence», а также из песен «Happy Days Are Here Again» (1929, музыка — Милтон Эйджер, слова — Джек Йеллен) и «In the Evening by the Moonlight» (1880, слова и музыка — Джеймс А. Бланд). Песня записывалась 5 марта 1937 года, причём в два этапа — сначала записали первую половину песни с вокалом одной Джуди, а затем вторую, уже при участии всех остальных. «Everybody Sing» стала первой композицией Гарленд, исполненной в фильме MGM и впоследствии вышедшей на сингле. Запись была сделана 30 августа, пластинка была издана в сентябре 1937 года. Сингловая версия песни несколько отличается от той, что использована в фильме: Джуди поёт одна; отсутствует средняя часть; отсутствует характерная особенность фильмовой версии — в одном из припевов темп остаётся неизменным, но размер на четыре такта меняется с 4/4 на 6/4, что создаёт впечатление внезапного замедления темпа.

«Auld Lang Syne» (шотландская народная песня) — мелодия звучит на заднем плане во время рассказа Элис Клейтон о своей карьере на Бродвее.

«Some of These Days» (1910, слова и музыка — Шелтон Брукс) — поёт Софи Такер, звучит во время сцены репетиции в театре. В оригинальной версии 1911 года песня также была исполнена Такер, впоследствии она ещё несколько раз записывала её для различных фильмов, в том числе и для «Бродвейской мелодии-38».

«I’m Feelin' Like a Million» (1937) — поют Джордж Мёрфи и Марджори Лейн (дублируя Элинор Пауэлл), звучит во время сцены танца Сонни и Салли под дождём.

«Largo al factotum» (1816, ария из оперы «Севильский цирюльник», музыка — Джоаккино Россини, либретто — Чезаре Стербини) — поёт Игорь Горин, звучит во время сцены тренировки Старгейзера, повторяется во время сцены скачек.

«(Dear Mr. Gable) You Made Me Love You», оригинальное название «You Made Me Love You (I Didn't Want to Do It)» (1913, музыка — Джеймс В. Монако, слова — Джозеф Маккарти, в 1937 году текст специально для фильма переработан Роджером Эденсом) — поёт Джуди Гарленд, звучит во время сцены, когда Бетти Клейтон пишет письмо Кларку Гейблу. Песня стала главным хитом этого фильма и вывела пятнадцатилетнюю Джуди Гарленд на новый виток популярности, став настоящей сенсацией. Новый текст являл собой обращение юной фанатки к одному из самых популярных и кассовых актёров 30-х годов Кларку Гейблу. Впервые Джуди исполнила эту песню 1 февраля 1937 года на вечеринке в честь дня рождения Гейбла. Её воспоминания о том дне:

Я дрожала от страха как осиновый лист… На сцене со мной такое случилось впервые. Но я отдала всё, что могла, потому что так им восхищалась <…> Он обнял меня и сказал: «Ты самая милая девочка из всех, что я видел в своей жизни». Когда я взглянула на него вблизи, то мои колени подогнулись. Я заплакала и была просто на седьмом небе от счастья!
Оригинальный текст (англ.)Trembling like a leaf...stage-frightened for the first time. [But] I gave it all I had, because I admire him so <…> He put his arms around me and said, 'You are the sweetest little girl I ever saw in my life'. Looking at him up close, my knees almost caved in. And then I cried, and it was simply heavenly!

А вот что вспоминал сам Гейбл:

Когда начала петь маленькая Джуди, то я бросил всё, чем занимался, я был изумлён и по-настоящему тронут. Она так сильно нервничала и во всём стремилась угодить, что вы не могли ей ничем помочь, но при этом влюблялись в неё.
Оригинальный текст (англ.)When little Judy was brought on the set to sing, I just about dropped, I was so surprised and really touched. She was so nervous and eager to please that you couldn't help but fall in love with her

Именно благодаря тому выступлению Джуди и получила роль в «Бродвейской мелодии-38». Фильмовая версия была записана 7 мая, сингловая — 24 сентября и вышла в октябре 1937 года. Кардинальных различий (по сравнению с той же «Everybody Sing») между версиями нет. Песня приобрела в США такую популярность, что даже документальный фильм об актёре, вышедший в 1968 году, был назван «Dear Mr. Gable», а в 1998 году она была включена в Зал славы премии «Грэмми».

«Your Broadway and My Broadway» (1937) — поют Софи Такер и Игорь Горин, звучит во время сцены финального шоу. Также эта песня была записана Джуди Гарленд в сопровождении хора, но в фильм не вошла. Впервые версия Гарленд была издана в 1994 году в составе DVD-бокс-сета «Judy Garland — The Golden Years at M-G-M», на CD впервые появилась на двойном сборнике 1996 года «Collectors' Gems from The M-G-M Films».

«Broadway Rhythm» (1935) — поёт хор во время сцены финального шоу.

«Got a Pair of New Shoes» (1937) — хор поёт краткий отрывок во время сцены финального шоу. Полностью песня впервые появилась в исполнении Джуди Гарленд в следующем фильме с её участием — «Чистокровки не плачут».

## Критика
Критиками были положительно оценены танцевальные номера в исполнении Элинор Пауэлл, но в целом фильм был охарактеризован как бледная имитация своих предшественников. Обзоры практически проигнорировали работу большинства звёзд, поскольку всё внимание было сосредоточено на удостоившейся восторженных отзывов за «Dear Mr. Gable» Джуди Гарленд и всегда ценимой критиками Софи Такер. В статье The Hollywood Reporter было написано: «Сенсационная работа юной Джуди Гарленд заставляет удивлённо спросить — почему её держали в тайне последние несколько месяцев?». Рецензия The New York Times гласила: «В фильме есть отдельные моменты, которые более успешны, чем сам фильм <…> Удивительная Джуди Гарленд — вызов, брошенный Metro в ответ на Дину Дурбин». А Variety высказалась так: «Нет смысла вникать в детали, пока из кадра не удаляются Софи Такер и Джуди Гарленд. Вы можете слышать, что говорят другие, но мисс Такер — единственная, кого вы видите. А потом она отступает и подталкивает к камере подростка Джуди Гарленд, исполняющую „Everybody Sing“ голосом, в котором слышны отголоски Такер».

## В культуре
- Комедия «Our Gang Follies of 1938[англ.]» пародирует название, концепцию и стиль фильма.
- Одна из песен альбома The Lamb Lies Down on Broadway английской группы Genesis называется «Broadway Melody of 1974».
- Самая знаменитая сцена фильма, где героиня Джуди Гарленд пишет письмо Кларку Гейблу, была в 2007 году спародирована в комедии «Лак для волос»[25][26].

## Релиз на видео
На DVD фильм был выпущен компанией «Warner Home Video» 8 апреля 2008 года вместе с фильмом «Бродвейская мелодия 1936 года». Диск продавался как отдельно, так и в составе бокс-сета «Classic Musicals From The Dream Factory, Volume 3».